# جيمي ديل
جيمي ديل هو لاعب كرة قدم كندي في مركز الوسط، ولد في 4 أغسطس 1993 في تورونتو في كندا. لعب مع نادي شمال كارولاينا.